# TIPC
Transparent Inter-process Communication (kurz TIPC) ist ein Netzwerkprotokoll für Interprozesskommunikation (IPC), das speziell für die Kommunikation innerhalb von Computerclustern entworfen wurde. Dieses Protokoll wurde ursprünglich von Jon Paul Maloy bei Ericsson entwickelt und von diesem Unternehmen jahrelang für carrier-grade-Anwendungen genutzt. Später wurde es als Open Source freigegeben.
Einige Features von TIPC sind:
- Ortstransparenz von Diensten in einem Netzwerk
- Mechanismus für das automatische Auffinden von Netzwerkknoten
- verlässlicher Transport
- benutzt die übliche Socket-Schnittstelle
- verbindungsloser und -orientierter Datenverkehr
- Anwendungen können mit Subscriptions Informationen zu Netzwerkereignissen abonnieren
- dual BSD/GPL-lizenzierter Quelltext

Zurzeit (2007) sind zwei Gruppen in der Weiterentwicklung von TIPC tätig: Die TIPC Working Group, welche ein Teil der Multi-Core Association ist, hat den Auftrag, die Evolution der TIPC-Protokoll-Spezifikation zu betreuen. Das TIPC Project Team befasst sich mit der Entwicklung einer frei verfügbaren, portablen Implementierung des TIPC-Protokolls.
Das TIPC-Protokoll wird vom Linux-Kernel ab der Version 2.6.16 unterstützt. Es kann für frühere Versionen als zusätzliches Kernel-Modul erstellt werden. Außerdem existiert eine Implementierung für das Betriebssystem VxWorks des Unternehmens Wind River Systems.